# Io confesso (singolo)
Io confesso è un singolo del gruppo musicale italiano La Crus, pubblicato il 16 febbraio 2011 dalla Sony.

## Descrizione
Il brano è stato presentato al Festival di Sanremo 2011 dal gruppo musicale La Crus ed è stato diretto da Fabio Gurian.
Il brano è cantato da Mauro Ermanno Giovanardi accompagnato dalla voce del soprano Susanna Rigacci. In occasione della quarta serata della manifestazione dedicata ai duetti, i La Crus si sono esibiti sul palco con Nina Zilli e l'accompagnamento musicale dei Gnu Quartet.
Il brano nella seconda settimana dall'uscita raggiunge la posizione numero 9 nella classifica ufficiale FIMI dei singoli più venduti in Italia.
Il gruppo in realtà aveva annunciato il proprio scioglimento nel 2008, e Giovanardi, frontman del gruppo ha precisato in merito:
(Mauro Ermanno Giovanardi)
Prima dell'inizio del Festival di Sanremo, sono sorte alcune polemiche relative al testo del brano in cui si accenna all'ateismo nei versi "Non credo nel peccato, amore mio/perché non credo in Dio".. In una puntata di Porta a porta andata in onda il 14 febbraio, il giorno prima dell'inizio del Festival, Gianni Morandi, presentatore della manifestazione e Gianmarco Mazzi, direttore artistico di Sanremo, hanno difeso il brano Io confesso e la libertà di espressione artistica del gruppo.
Il brano era già stato presentato per concorrere al Festival di Sanremo 2010, in cui Giovanardi avrebbe dovuto interpretare la canzone in coppia con Giusy Ferreri. Ma a causa di alcuni problemi di tonalità troppo alta e di fusioni tra le due voci, la Ferreri decise di non partecipare alla manifestazione.
Per Mauro Ermanno Giovanardi «Io confesso è l'ammissione di un tradimento, ma anche la ricerca di una nuova possibilità, perché l'amore e la passione sono più forti degli sbagli e dell'adulterio. Contiene la citazione di Oscar Wilde "Posso resistere a tutto ma alle tentazioni no": un riferimento colto e veritiero, che giustifica con ironia e disincanto la debolezza della nostra carne».
Una differente versione del brano compare nell'album del 2013 Maledetto colui che è solo.
In occasione della reunion della band del 2023, è stata proposta una nuova versione del brano, in coppia con Carmen Consoli.

## Videoclip
Il videoclip prodotto per Io confesso venne pubblicato il 6 maggio 2011 sul canale Vevo dell'artista, precedentemente a Se Perdo Anche Te e Desìo (Il Rumore Del Mondo)

## Tracce
1. Io confesso – 4:30 (Mauro Ermanno Giovanardi e Matteo Curallo)

## Classifiche
| Paese  | Posizione raggiunta |
| ------ | ------------------- |
| Italia | 9                   |